# 경고 대화 상자
경고 대화 상자(alert dialog box)는 컴퓨터에서 사용자에게 경고사항을 전달하고 질문을 통해 사용자의 선택을 인식하는 기본적인 통신수단이다. 보통 제목은 하나이고 최대 세 개의 버튼으로 선택 가능한 품목 목록과 사용자 지정 레이아웃을 표시할 수 있는 형태이다.
자세하게는 즉각적인 사용자 조치가 필요한 예기치 않은 상황이 발생할 때 그래픽 사용자 인터페이스에 나타나는 특수 대화 상자이다. 일반적인 경고 대화 상자는 별도의 상자에서 사용자에게 정보를 제공한다. 그 후 사용자는 한 가지 방법으로만 응답할 수 있다. 즉, 대화 상자를 닫는 것이다. 경고 대화 상자를 닫으면 원래 창에 액세스할 수 있지만 경고 대화 상자가 표시되는 동안에는 사용할 수 없다. 응용 프로그램의 차단 경고 대화 상자는 모드 오류가 발생하기 쉽기 때문에 사용성 전문가는 잘못된 디자인 솔루션으로 간주한다. 또한 오류 대화 상자로 사용할 경우 사용자에게 오류 상태를 알리고 파괴적인 작업으로부터 보호하는 목적으로는 효과가 없는 것으로 나타났다.